# Гнойовик Шребера
Гнойовик Шребера (Sisyphus schaefferi) — вид жуків родини пластинчастовусих (Scarabaeidae).

## Поширення
Поширений у степових та напівпосушливих районах Європи, Північної Африки та Західної Азії.

## Опис
Жук сягає завдовжки 4–7 міліметрів. Голова і переднеспинка чорні. Переднеспинка майже кругла, така ж завширшки, як надкрила, густо пунктована. Надкрила мають чіткі чорні плями і дві пари червонуватих плям. Перша пара ніг потужна, з трьома зубцями зовні, придатна для копання.

## Спосіб життя
Цей вид пов'язаний із сухими степовими районами, де живиться коров'ячим і кінським гноєм.